# Myatavyn Peljee
Myatavyn Peljee (* 1927) ist ein ehemaliger mongolischer Politiker der Mongolischen Revolutionären Volkspartei (MRVP) in der Mongolischen Volksrepublik.

## Leben
Myatavyn Peljee absolvierte ein Studium an der Mongolischen Staatsuniversität sowie an der Akademie für Gesellschaftswissenschaften beim ZK der KPdSU. Im Anschluss war er zwischen 1950 und 1956 Instrukteur sowie im Anschluss seit 1956 Leiter einer ZK-Abteilung. 1961 wurde er auf dem 14. Parteikongress der MRVP erstmals zum Mitglied des Zentralkomitees (ZK) der MRVP gewählt sowie 1963 zum Deputierten des Großen Volks-Chural, des Parlaments der Mongolischen Volksrepublik.
Nachdem er zwischen 1966 und 1968 Minister für Geologie war, fungierte er von 1968 bis 1976 als Minister für Brennstoffe, Energie und Geologie sowie zwischen April und Juni 1976 als Minister für Geologie und Bergbauindustrie, während Punsalmaagiin Otschirbat neuer Minister für Brennstoffe und Energieindustrie wurde. 1976 wurde er Vize-Vorsitzender des Ministerrates und bekleidete dieses Amt bis März 1990. Zugleich war er seit 1977 als Nachfolger von Damdiny Gombojav Vorsitzender der Kommission für Angelegenheiten des Rates für gegenseitige Wirtschaftshilfe (RGW), während Gombajev Kandidat des Politbüros und Sekretär des ZK der MRVP wurde sowie als Vorsitzender des Präsidiums des Zentralrates der Mongolisch-Sowjetischen Freundschaftsgesellschaft wiedergewählt wurde, einer einflussreichen Massenorganisation. Für seine langjährigen Verdienste wurde er unter anderem mit dem Orden des Roten Banners der Arbeit sowie dem Orden des Polarsterns ausgezeichnet. Im März 1990 trat der bisherige Minister für Handel und Beschaffung Badrahyn Sharavsambuu seine Nachfolge als Vize-Vorsitzender des Ministerrates an. Im Zuge dieser Regierungsumbildung wurde im März 1990 auch der Erste Vize-Vorsitzende des Ministerrates und Vorsitzende der Staatlichen Komitees für Planung und Wirtschaft Puntsagiyn Jasray sowie der Vize-Vorsitzende des Ministerrates Choynoryn Suren entlassen und durch Dashiyn Byambasuren beziehungsweise Kinyatin Sardyan ersetzt.
Im Januar 2000 wurde Myatavyn Peljee Präsident der Mutterland-Koalition (Ekh Oron Evsel), die sich aus der Mongolischen Demokratischen Neuen Sozialistischen Partei und der Mongolischen Arbeiterpartei bildete.